# Theobald von Bethmann-Hollweg
Theobald Theodor Friedrich Alfred von Bethmann-Hollweg (ngày 29 tháng 11 năm 1856 - 01 tháng 1 năm 1921) là một chính trị gia Đức và chính khách từng là tướng của Đế chế Đức 1909-1917.
Bethmann-Hollweg sinh ra trong Hohenfinow, Brandenburg, con trai của quan chức Phổ Felix von Bethmann-Hollweg. Ông nội của ông là August von Bethmann-Hollweg, người đã từng là một học giả luật nổi bật, chủ tịch của Đại học Frederick William ở Berlin, và Bộ trưởng Phổ Văn hóa. ông cố của ông là Johann Jakob Hollweg, người đã kết hôn với con gái của Frankfurt am Main giàu có gia đình ngân hàng Bethmann, thành lập năm 1748. 
Cosima Wagner là một người thân ở bên Bethmann, và mẹ Isabella de Rougemont là một Thụy Sĩ Pháp.